# Lubao
Lubao este un oraș în  provincia Kasai-Oriental, Republica Democrată Congo. În 2012 avea o populație de 28 153 de locuitori, iar în 2004 avea 21 844.